# عبد العزيز البدري
وهو عبد العزيز بن عبد اللطيف البدري، ولد في بغداد سنة 1347 هـ/ 1929م، وأصله من مدينة سامراء، ونشأ في بيئة علمية وتلقّى دروسه الدينية على يد طائفة من علماء بغداد، ومنهم الشيخ أمجد الزهاوي، والشيخ محمد القزلجي، والشيخ عبد القادر الخطيب، ومحمد فؤاد الألوسي وغيرهم، ونال إجازاته العلمية وعُيِّن إماماً في مسجد السور سنة 1949م، كما عُيِّن خطيباً في جامع الخفافين سنة 1950م، ثم نقل إلى جامع الوشاش وبعده إلى جامع الحيدرخانة في شارع الرشيد، وقد تنقل بوظيفته في كثير من مساجد بغداد.

## ولادتهِ ونسبه
ولد في سامراء عام 1347هـ/ 1929م، ونسبه هو عبد العزيز بن عبد اللطيف بن أحمد بن عبد المولى بن مصطفى بن ظاهر بن عثمان بن دُوْلة بن محمد بن بدري (جد العشيرة) بن حسين (الملقب بعرموش) بن سعيد بن بدري بن بدر الدين بن خليل بن حسين بن عبد الله بن إبراهيم (الاُواه) بن عز الدين يحيى بن شريف بن ماجد بن عطية بن يعلى بن دٌويد بن ماجد (المواجد) بن عبد الرحمن بن القاسم (القواسم) بن الشريف ادريس بن جعفر الزكي بن علي الهادي بن محمد الجواد بن علي الرضا بن موسى الكاظم بن جعفر الصادق بن محمد الباقر بن علي زين العابدين بن الحسين بن علي بن أبي طالب.

## حياته ومعاناته
كان عبد العزيز البدري واعظاً وخطيباً، وجريئاً في كلمة الحق، ومتحمساً في الدعوة للإسلام، وحج إلى بيت الله الحرام عدة مرات وكان رجلاً مجاهداً لا تأخذه في الله لومة لائم واعتُقل بسبب ذلك عدة مرات، وقد تصدّى للمد الشيوعي في العراق في عهد عبد الكريم قاسم، الذي أطلق على نفسه (الزعيم الأوحد)، فخاطبه وهاجمه في محاضراتهِ، وأطلق عليه:(عتل بعد ذلك زنيم)، وقد بلغ التحدّي مداه، عندما أعدم عبد الكريم قاسم مجموعة من قادة الجيش ومنهم ناظم الطبقجلي، ورفعت الحاج سري وغيرهم، فأثار الشيخ البدري الجماهير وقاد المظاهرات التي قُدر عددها وقتها بأكثر من أربعين ألف متظاهر، وكلهم يهتفون بسقوط عبد الكريم قاسم، كما أصدر الفتوى بكفر الشيوعيين أنصار عبد الكريم قاسم ومؤيديه، وطالب بمحاربتهم، فما كان من الحكومة إلا أن أصدرت الأوامر بفرض الإقامة الجبرية عليهِ في منزلهِ، لمدة عام كامل من 2 ديسمبر 1959م، ولغاية 2 ديسمبر 1960م، ثم رفع الحظر عنه، فلم يهدأ ولم يتوقف عن الخطابة والتهجم على الحكومة، وتأليب الناس ضدها، فصدرت الأوامر بإيقافهِ عن العمل الوظيفي وحبسه في دارهِ، ثم تكرر سجنه من 8 يوليو/تموز 1961م، ولغاية 4 ديسمبر/كانون الأول 1961م، حيث صدر العفو العام عن السجناء السياسيين، ولقد لقي من البلاء في السجن والتعذيب الكثير ولكنه صبر ورفض كل العروض المغرية التي قدمت له.
انتسب الشيخ إلى حزب التحرير ليصبح عضواً فعالاً فيهِ، إلى أن أصبح أمير ولاية العراق في حزب التحرير الإسلامي، وأخذ يدعو لأفكار الحزب في تطبيق الشريعة وإقامة الخلافة الإسلامية، ويكتب بيانات ونشرات الحزب ويوزعها.

## وفاته
في عهد الرئيس أحمد حسن البكر سُجن مرة أخرى، حيث اختطف ليلاً وهو في طريقه إلى داره، وأخذوه إلى معتقل قصر النهاية وعُذِّب في السجن ثم قطعوا لهُ أجزاء من جسده وقيل أنه قطعوا لهُ لسانه، ولفظ أنفاسه الأخيرة في السجن، ومات في شهر ربيع الأول سنة 1389 هـ/ حزيران سنة 1969م، وبعد مرور سبعة عشر يوماً حمل الجلادون جثته وتركوها أمام بيته، وأخبروا أهله، أنه مات بالسكتة القلبية، وأمروهم بدفنهِ دون الكشف عليهِ، ولكن انتشر الخبر، وحُمل نعشه إلى جامع الامام الاعظم للصلاةِ عليه، وهناك كشفَ شقيقهِ عن جثتهِ أمام جموع المشيعين، فشاهدوا آثار التعذيب على سائرِ بدنهِ، فضلا عن نتفِ لحيتهِ. ولقد توفي وهو لم يتجاوز الأربعين من العمر، بعد حياة مليئة بالمعاناة وكان قدوة ومثل يضرب في الصبر على البلاء، ودُفن في مقبرة الخيزران في الأعظمية.
ويروي حامد الجبوري وهو وزير شؤون رئاسة الجمهورية آنذاك في حكومة البكر أن الشيخ عبد العزيز البدري كان صديقاً للبكر ويزوره أسبوعياً الا أن صدام حسين وهو رئيس تنظيم حنين (الجهاز الامني لحزب البعث الحاكم) آنذاك الذي كلف بتصفية الاحزاب والحركات المعارضة للبعث أغتاله بسبب إنتماءه لتنظيم الدعوة الإسلامية التابع للحزب الاسلامي في العراق وهو فرع تنظيم الأخوان المسلمون في العراق مما اثار غضب البكر بعد أن عرف بأغتياله من قبل مشايخ بغداد الذين زاروه يشكون إليه أغتيال الشيخ، حيث أكد حامد الجبوري في لقاءِه أن البكر لم يكن يملك أي فكرة عن عملية الأغتيال وطلب منه أن يتكلم مع صدام ويطلب منه إيقاف أسلوب الاغتيالات الذي يتبعه 

## رده على علماء السلطة
اتّبع الحكام أساليب عدة لأثناء الشيخ البدري عن عزمه في التصدي لهم، فكانوا يرسلون له في بيته أو السجن بعض المرتزقة من علماء السلطة من المشايخ وأدعياء العلم، مظهرين محبتهم وحرصهم عليه، منكرين له التصدي للحكام وتدخله في السياسة، على إن الدين لا علاقة له بالسياسة!
فكان يحزن لكلامهم ويستاء من مواقف الجبن والخذلان لدى هؤلاء العلماء ولهذا قام في محل إقامته الجبرية بتأليف كتاب في الرد عليهم مبيناً سيرة السلف الصالح من العلماء العاملين والفقهاء، الذين تصدوا لظلم الظالمين، وأسماه (الإسلام بين العلماء والحكام).
وذكر فيه محنة وجهاد نخبة من علماء الإسلام ومنهم: سعيد بن المسيب، وسعيد بن جبير، وجعفر الصادق، وأبي حنيفة، ومالك بن أنس، وأحمد بن حنبل، والشافعي، والبخاري، والعز بن عبد السلام، وابن تيمية، وغيرهم كما ذكر مواقف العلماء المتأخرى ن من أمثال: أحمد السرهندي، وعز الدين القسام، وعبد القادر الجزائري، وعمر المختار وغيرهم.
ومن مقولاته في كتابهِ القيم الإسلام بين العلماء والحكام: (لقد جرت سنة الله في خلقهِ أن يفتنهم ويختبرهم ليميز الخبيث من الطيب، وقد اعتاد الظالمون من الحكام أن يضطهدوا الذين يخالفونهم في سلوكهم المنحرف، ويناهضونهم في أفكارهم الباطلة ولم يسايروهم في أهوائهم، وينزلوا بهم أنواع المحن، بعد أن أعرضوا عن أشكال المنح التي قدمها الحكام إليهم في ذلةٍ وصغار، ولكن أنّى للنفوس الكريمة، ذات المعدن الطيب أن تُغرى بالمال أو يسيل لعابها على فتات الدنيا، أو تستمال بعرض زائل من الحياة).

## من مؤلفاته
- الإسلام بين العلماء والحكام.
- حكم الإسلام في الإشتراكية. (وهو كتاب في الرد على من قال بإن دين الإسلام فيه إشتراكية).
- الإسلام ضامن للحاجات الأساسية للفرد.
- كتاب الله الخالد القرآن الكريم.

وغيرها من المقالات والكتب.